# Processo de Breit-Wheeler

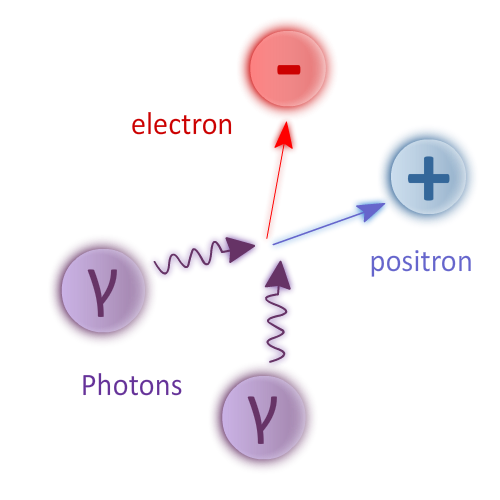
Diagrama representando o processo de Breit-Wheeler.

O processo de Breit-Wheeler ou produção de pares Breit-Wheeler é um processo físico teorizado no qual um par pósitron-elétron é criado na colisão de dois fótons. É o mecanismo mais simples pelo qual luz pura pode ser potencialmente transformada em matéria. O processo pode ter forma γ γ′ → e+ e− onde γ e γ′ são dois quanta de luz.